# Bukovje pri Slivnici
Bukovje pri Slivnici – wieś w Słowenii, w gminie Šentjur. W 2018 roku liczyła 170 mieszkańców.